# Occupazione romana della Germania sotto Augusto
L'occupazione romana della Germania sotto Augusto rappresenta l'insieme delle campagne militari, durate un ventennio (dal 12 a.C. al 9 d.C.), che portò l'Impero romano ad ampliare i propri confini al di là del fiume Reno. Queste campagne, volute dall'imperatore romano Augusto, costituirono un tentativo di portare la frontiera dai fiumi Reno-Danubio ai fiumi Elba-Danubio (che distavano secondo Strabone 300 stadi), con l'obiettivo di ridurre la lunghezza dei confini dell'Impero romano nell'Europa settentrionale e sottomettere definitivamente i Germani, nemici storici di Roma.
Il tentativo di definitiva annessione di queste terre selvagge (coperte da foreste ed acquitrini), con una popolazione difficile da controllare poiché distribuita non in grandi centri urbani (come lo erano stati gli oppida celtici nella conquista della Gallia da parte di Cesare) ma in numerosissimi piccoli centri di non più di 50-100 abitanti, fallì quando l'intero esercito inviato a presidiare la nuova provincia germanica fu distrutto nella battaglia della foresta di Teutoburgo, nel 9. Floro scrive a tal proposito:
(Floro, II, 30.21.)

## Contesto storico
Lo stesso Cesare, una volta divenuto unico padrone di Roma (dopo il 48 a.C.), sebbene avesse ormai raggiunto un'età venerabile, era deciso ad attuare nuove campagne di espansione, sempre sull'esempio dell'uomo che ne aveva ispirato le imprese militari, Alessandro Magno, creatore di un vero impero universale. Intendeva quindi vendicare la sconfitta di Crasso nella battaglia di Carre contro i Parti e sottomettere l'intera Europa continentale, attuando una campagna nella zona danubiana contro i Daci di Burebista, una in Dalmazia ed un'altra contro le popolazioni della Germania Transrenana, che troppo spesso avevano interferito nel corso della difficile conquista della Gallia.
(Plutarco, Cesare, 58.)

### Casus belli

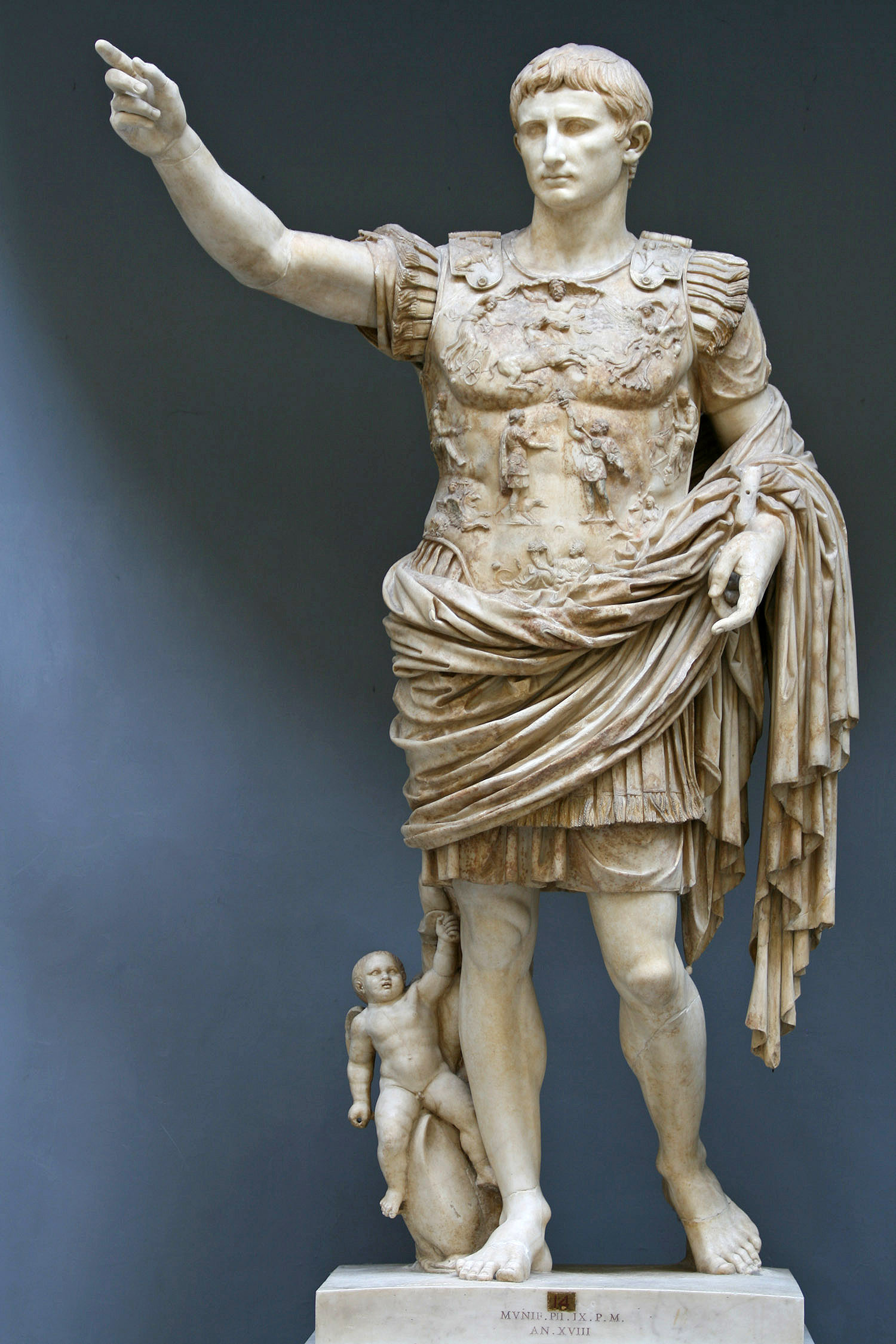
Statua dell'imperatore Augusto (Museo Chiaramonti)

Dopo la morte del dittatore romano (44 a.C.), le popolazioni germaniche avevano più volte tentato di passare il Reno con grave danno per le province galliche: nel 38 a.C. (anno in cui gli alleati germani, Ubi, furono trasferiti in territorio romano), nel 29 a.C. da parte dei Suebi e nel 17 a.C. ad opera di Sigambri e dei loro alleati Tencteri ed Usipeti (in questo caso causando la sconfitta del governatore della Gallia Comata, Marco Lollio, e la perdita delle insegne legionarie della legio V Alaudae). Non appena Augusto venne a conoscenza di questi avvenimenti, mosse contro i Germani, sebbene non gli si presentasse alcuna occasione per scontrarsi con loro. Essi, infatti, si ritirarono subito nei loro territori e conclusero una tregua offrendo in cambio degli ostaggi.
È forse a questo periodo che si può attribuire la costruzione di alcuni castra militari come quelli di Folleville e Mirebeau-sur-Bèze all'interno della Gallia oppure Castra Vetera e Mogontiacum lungo il fiume Reno.
Augusto fu così costretto a recarsi in Gallia Comata nel 16 a.C. insieme al figlio adottivo, Tiberio, da poco divenuto pretore. Evidentemente riteneva fosse giunto il momento di annettere la Germania, come aveva fatto suo padre adottivo, Gaio Giulio Cesare con la Gallia. Desiderava spingere i confini dell'Impero romano più ad est, spostandoli dal fiume Reno fino al fiume Elba.
Il motivo era prettamente strategico, più che di natura economica e commerciale - del resto si trattava di territori acquitrinosi e ricoperti da interminabili foreste: il fiume Elba avrebbe ridotto notevolmente i confini esterni dell'Impero romano, permettendo una migliore distribuzione ed economia di forze lungo il suo tracciato. Questo significava che era necessario operare, parallelamente, sul fronte meridionale, portando i nuovi confini dell'Illirico al medio corso del Danubio. Floro ritiene invece che il vero motivo per cui Augusto intraprese questa lunga guerra, fosse più che altro dettato da un ardente desiderio di emulare il padre adottivo e fare dei nuovi territori al di là del Reno, una provincia per onorarlo.
Così, dopo la morte di Marco Vipsanio Agrippa, il comando delle operazioni fu affidato al secondo figliastro dell'imperatore, Druso maggiore, figlio di sua moglie, Livia Drusilla. A lui il compito di sottomettere le popolazioni dell'intera Germania.

## Forze in campo
Augusto riuscì a schierare un esercito composto da numerose legioni nel corso di questo ventennio di guerre, schierate tra la Gallia, la Rezia e l'Illirico, oltre a numerose unità ausiliarie. Si trattava delle legioni:
- per il fronte germano-occidentale: I Germanica, V Alaudae, XIIII Gemina, XVI Gallica,[11] XVII, XVIII e XIX, XXI Rapax;
- per il fronte illirico: IX Hispana, XIII Gemina, XV Apollinaris e XX Valeria Victrix.[17]

## Campagne militari

### Druso maggiore (12-9 a.C.)
| Druso maggiore: denario | Druso maggiore: denario                                                                |
| --- | -------------------------------------------------------------------------------------- |
| |                                                                                        |
| NERO CLAVDIVS DRVSVS GERMANICVS IMP, testa laureata di Druso maggiore verso sinistra;                                                                                         | DE GE-R-MA-NIS, due scudi, due paia di lance, due trofei che attraversano un vexillum. |
| Argento, 3.64 gr, 6 h; zecca di Lugdunum; coniato nel 41 dal figlio Claudio, a commemorazione delle campagne militari del padre Druso maggiore in Germania e morto nel 9 a.C. |                                                                                        |

Nel corso della prima campagna del 12 a.C., Druso, che aveva già programmato un'invasione della Germania insieme ad Augusto (16-13 a.C.), per prima cosa respinse un'invasione di Sigambri e dei loro alleati Tencteri e Usipeti, che avevano mosso contro le genti galliche di confine della Gallia Comata. Penetrò all'interno del territorio germano, passando per l'isola dei Batavi (probabili alleati di Roma) e devastò le terre di Usipeti e Sigambri. Dopo aver disceso con una flotta il Reno in direzione del Mare del Nord (grazie anche alla costruzione di un canale artificiale, la fossa Drusi), si rese alleati i Frisi e penetrò nel territorio dei Cauci, fino oltre l'Amisia (l'attuale Ems, dove potrebbe aver costituito un avamposto per l'attracco):
(Cassio Dione, LIV, 32.2-3.)
Strabone aggiunge che Druso combatté una battaglia navale sull'Amasia contro i Bructeri. Tacito nella sua Germania scrisse che «non venne meno l'audacia di Druso, ma l'Oceano si oppose a che investigasse fino alle colonne d'Ercole».
Nell'11 a.C. Druso operò più a sud, affrontando e battendo per primi e sottomettendo il popolo degli Usipeti. Gettò, quindi, un ponte sul fiume Lupia (l'attuale Lippe), che si trova di fronte a Castra Vetera (Xanten) ed invase il territorio dei Sigambri, che erano però assenti poiché in lotta con i vicini Catti. Penetrato all'interno della Germania Magna, raggiunse prima il popolo dei Marsi e poi i confini occidentali dei Cherusci sul fiume Visurgis (l'attuale Weser). E avrebbe attraversato questo fiume se non fosse stato a corto di approvvigionamenti e non fosse sopraggiunto l'inverno. Cassio Dione aggiunge che nel suo accampamento, nei pressi del Weser, venne visto uno sciame di api, quasi che fosse un presagio negativo a non proseguire in territorio nemico.
(Giulio Ossequente, Libro dei prodigi, 2.81 (Paulo Fabio et Q. Aelio cons. - 11 a.C.))
Sulla strada del ritorno fu assalito infatti da una coalizione di tre popoli (Sigambri, Cherusci e Suebi), presumibilmente nelle strette gole e folte foreste dei Marsi, non lontano da una località chiamata Arbalo (identificabile forse con l'accampamento di Oberaden), e per poco non fece la fine di Publio Quintilio Varo (il cui esercito venne annientato qualche anno più tardi nella battaglia della foresta di Teutoburgo), se non fosse stato per la sua tempra ed abilità di generale:
(Cassio Dione, LIV, 33.3.)
E Floro aggiunge:
(Floro, II, 30.25.)
E così alla fine furono i Germani a subire la sconfitta, dalla quale non si mostrarono più così coraggiosi. Al contrario si mantennero ad una distanza sufficiente dai Romani da poterli solo infastidire, rinunciando ad avvicinarsi, non potendo fermarne la loro marcia verso il Reno. Druso, in seguito, fece costruire due baluardi fortificati per proteggersi da loro, uno esattamente nel punto in cui il fiume Lupia e l'Eliso si congiungono (in località Aliso, identificabile con la moderna Haltern), l'altro nel territorio dei Catti, lungo la riva del fiume Reno (Mogontiacum).
Per questi successi ricevette gli onori trionfali (ovvero gli ornamenta triumphalia), il diritto di entrare in Roma a cavallo, potendo esercitare il potere proconsolare alla scadenza del suo mandato di pretore. I suoi soldati, infine, lo acclamarono Imperator, come avevano fatto in precedenza col fratello, Tiberio, anche se non gli venne attribuito da Augusto, il quale al contrario poté fregiarsi più volte grazie ai due figli adottivi.
Nel 10 a.C. diede inizio alle operazioni contro i Catti ed altre popolazioni limitrofe, come i Mattiaci e i Tencteri. Ne devastò, quindi, i territori, che in precedenza i Romani avevano loro assegnato, ma che trovarono disabitati poiché, come avevano fatto i Sigambri l'anno precedente, si erano ritirati nel profondo delle foreste germaniche (selva Ercinia). Il quartier generale di quest'anno fu posto nella fortezza legionaria di Mogontiacum (l'odierna Magonza), collegata con altre fortificazioni di nuova costruzione come quella di Rödgen. Più a nord poi fece costruire un ponte di fronte a Bonna, rafforzandolo con una flotta lungo il Reno (Classis Germanica). Fece, quindi, costruire un porto, che dotò di flotta, anche a Gesoriacum lungo il canale della Manica e di fronte alla Britannia. Al termine dell'anno, Druso incontrava Augusto e Tiberio a Lugdunum (Lione, luogo in cui nacque il futuro imperatore Claudio), e rientrava con loro a Roma.
Nel 9 a.C., invase prima il territorio della potente tribù dei Catti, poi avanzò fino ai territori dei Suebi, tra cui troviamo le popolazioni dei Marcomanni (che in seguito a questi avvenimenti decisero di migrare in Boemia) e degli Ermunduri. Si impadronì, non senza difficoltà, delle regioni percorse e sconfisse coloro che lo attaccavano, non senza aver combattuto dure battaglie. Dalla Suebia poi passò nel territorio dei Cherusci e, dopo aver attraversato il Visurgis (Weser), si spinse fino al fiume Elba, dove nessun altro romano era giunto mai prima di allora, portando devastazione in tutti i territori. L'Elba per i Romani nasceva dalle montagne vandaliche (i Sudeti) e sfociava con il suo ampio corso nell'Oceano settentrionale (Oceanus Germanicus). Druso tentò di attraversare il grande fiume, ma non vi riuscì e si ritirò dopo aver innalzato dei trofei. Floro aggiunge che, con le spoglie e le insegne dei Marcomanni adornò una collinetta come se fosse un trofeo. Cassio Dione racconta poi che, quando giunse in prossimità dell'Elba, incontrò una donna di grandezza sovrumana che gli disse:
(Cassio Dione, LV, 1.3.)
Druso, pertanto, decise di tornare indietro e, sulla strada del ritorno, rimase ferito per una caduta da cavallo che gli aveva procurato la rottura della gamba e un'infezione tale da condurlo alla morte prima di giungere sul Reno. Il fratello, Tiberio, che si trovava a Ticinum (Pavia) con Augusto, lo raggiunse rapidamente, percorrendo duecento miglia in un giorno e in una notte, e lo vide esalare l'ultimo respiro. Una volta morto, Druso venne trasportato prima negli accampamenti invernali sul Reno (Mogontiacum), servendosi di tribuni militari e centurioni, poi fino a Roma grazie ai notabili cittadini di ciascuna città in cui transitava.
Druso era riuscito nei suoi quattro anni di campagne a fortificare la nuova provincia con numerose guarnigioni e posti di guardia lungo i fiumi Mosa, Elba e Visurgis; fece costruire più di cinquanta fortini lungo il Reno; unì con un ponte le due rive del Reno di fronte al forte di Bonna.

### Tiberio (8-7 a.C.)
| Augusto: denario | Augusto: denario |
| --- | --- |
| | |
| AVGVSTVS DIVI • F, testa laureata di Augusto verso destra; | IMP • XIIII in esergo, sulla destra Augusto, con la toga, seduto su una sedia curule, tende la sua mano destra verso un Gallo o Germano sulla sinistra, il quale in piedi presenta all'imperatore romano suo figlio che tiene in braccio e protende verso Augusto. |
| Argento, 3.93 gr, 6 h; zecca di Lugdunum; coniato nel 7 a.C., dopo la morte di Druso maggiore nel 9 a.C. e la campagna militare del fratello Tiberio in Germania. | |

Negli anni 8-7 a.C., Tiberio tornò nuovamente in Germania per continuare quanto aveva lasciato in sospeso il fratello Druso, morto l'anno precedente (9 a.C.). Egli riuscì a consolidare in questi due anni di campagne militari, grazie anche a contemporanee azioni diplomatiche, l'occupazione romana fino al fiume Weser. Sembra che Augusto, una volta ricevuta una ambasceria da parte del re dei Sigambri, un certo Melo, decise con l'inganno di mandare tutti i loro membri in esilio in alcune città della Gallia Comata (nell'8 a.C.). I Sigambri, però, mal sopportando questa situazione di prigionia, si diedero la morte volontariamente, covando un profondo sentimento di rancore verso i Romani. Augusto, infatti, per prima cosa aveva operato contro i Sigambri, massacrandone un gran numero e deportando 40 000 Suebi (forse Marcomanni) in Gallia (8 a.C.), tanto che Augusto ricevette la XIV salutatio imperatoria.
(Svetonio, Vite dei Cesari, Augustus, 21.)
L'anno seguente disseminava di forti e fortezze legionarie (come quelle di Oberaden ed Haltern) i territori germani fino al Weser (7 a.C.).

### Provincia di Germania (6 a.C.-3 d.C.)
Nuove azioni furono intraprese in quest'area negli anni successivi (dal 6 a.C. al 3 d.C., dopo che Tiberio si era ritirato in esilio volontario), da altri generali di Augusto. Si trattava di un ignotus governatore (che alcuni ritengono possa essere Senzio Saturnino, governatore dal 6 al 3 a.C.), di Lucio Domizio Enobarbo dal 3 all'1 a.C. e di Marco Vinicio  dall'1 al 3.
Sappiamo che Domizio Enobarbo, nel corso delle sue campagne costruì i cosiddetti pontes longi (strade costruite tra acquitrini e paludi) tra il Reno e l'Ems (3 a.C. circa); raggiunse inoltre il fiume Elba con l'esercito di Rezia. Dalle scarse informazioni pervenuteci da parte degli storici dell'epoca, alcuni studiosi moderni ritengono che egli abbia condotto il suo esercito da Augusta Vindelicorum (l'odierna Augusta), abbia attraversato il Danubio presso Ratisbona), percorso il corso del fiume Saale (probabilmente scambiandolo per l'alto fiume Elba), e raggiunto il medio corso dell'Elba stesso. Qui, dopo aver attraversato il fiume, eresse un altare, quasi volesse delimitare i confini della nuova provincia germanica, contrapponendolo a quello di Colonia Ubiorum sul lato occidentale (2 a.C.). Durante la sua impresa incontrò e sconfisse il popolo degli Ermunduri, che vagava in cerca di una terra dove sistemarsi. Enobarbo li fece stabilire in una regione della Marcomannide, tra Catti, Cherusci e Marcomanni della Boemia. Questa spedizione aveva come obiettivo di isolare la Boemia di Maroboduo lungo il lato occidentale, interponendo l'alleata e riconoscente tribù dei fidati Ermunduri.
Enobarbo intervenne negli affari interni dei Cherusci (che si trovavano al di là del fiume Weser), ma pur non subendo una sconfitta campale, si guardò bene dall'intraprendere nuove azioni in quelle regioni, non ancora sottomesse al dominio di Roma (1 a.C.). Per tutte queste azioni militari si meritò gli ornamenta triumphalia.
Negli anni dall'1 al 3, Marco Vinicio, nominato legatus Augusti pro praetore della Gallia Comata, Germania (fino al fiume Weser) e Rezia occidentale, riuscì a reprimere una grave rivolta tra i Germani, primi fra tutti i Cherusci, al termine della quale ottenne gli Ornamenta triumphalia de Cherusciis.

### Ritorno di Tiberio in Germania (4-5)
La situazione non era cambiata di molto rispetto a dieci anni prima e l'obiettivo di poter portare i confini imperiali al fiume Elba sembrava lontano. Augusto, una volta richiamato Tiberio dall'esilio di Rodi, si adoperò perché il suo miglior generale continuasse l'opera, che lo stesso aveva lasciato in sospeso un decennio prima. Augusto riteneva ormai maturi i tempi per mutare l'assetto dei nuovi territori germanici appena conquistati, in nuova provincia di Roma.
Nel 4 Tiberio entrò in Germania e sottomise Canninefati, Cattuari e Bructeri; riacquistò inoltre al dominio di Roma i Cherusci (popolazione a cui apparteneva Arminio). Ma i piani strategici di Tiberio prevedevano di passare il fiume Visurgis (attuale Weser) e penetrare oltre. Velleio Patercolo ricorda che «si attribuì tutta la responsabilità di questa guerra tanto disagevole e pericolosa, mentre le operazioni di minor rischio furono affidate al suo legato, Senzio Saturnino». Sul finire dell'anno lasciò, infine, presso le sorgenti del fiume Lupia (attuale Lippe), un accampamento legionario invernale (si tratta forse del sito archeologico di Anreppen).
Nel 5 invase di nuovo la Germania, operando al di là del fiume Weser, in un'azione congiunta tra l'esercito terrestre e la flotta, la quale riusciva a risalire l'Elba, sottomettendo tutte le popolazioni ad occidente di questo fiume (dai Cauci, ai feroci Longobardi, fino agli Ermunduri), e costringendo quelle ad oriente a diventarne clienti (Semnoni, Cimbri e Charidi). Ecco come lo racconta Velleio Patercolo e le stesse Res gestae divi Augusti:
(Velleio Patercolo, II, 106.2.)
(Augusto, Res Gestae, 26)

### Tiberio e Maroboduo (6)

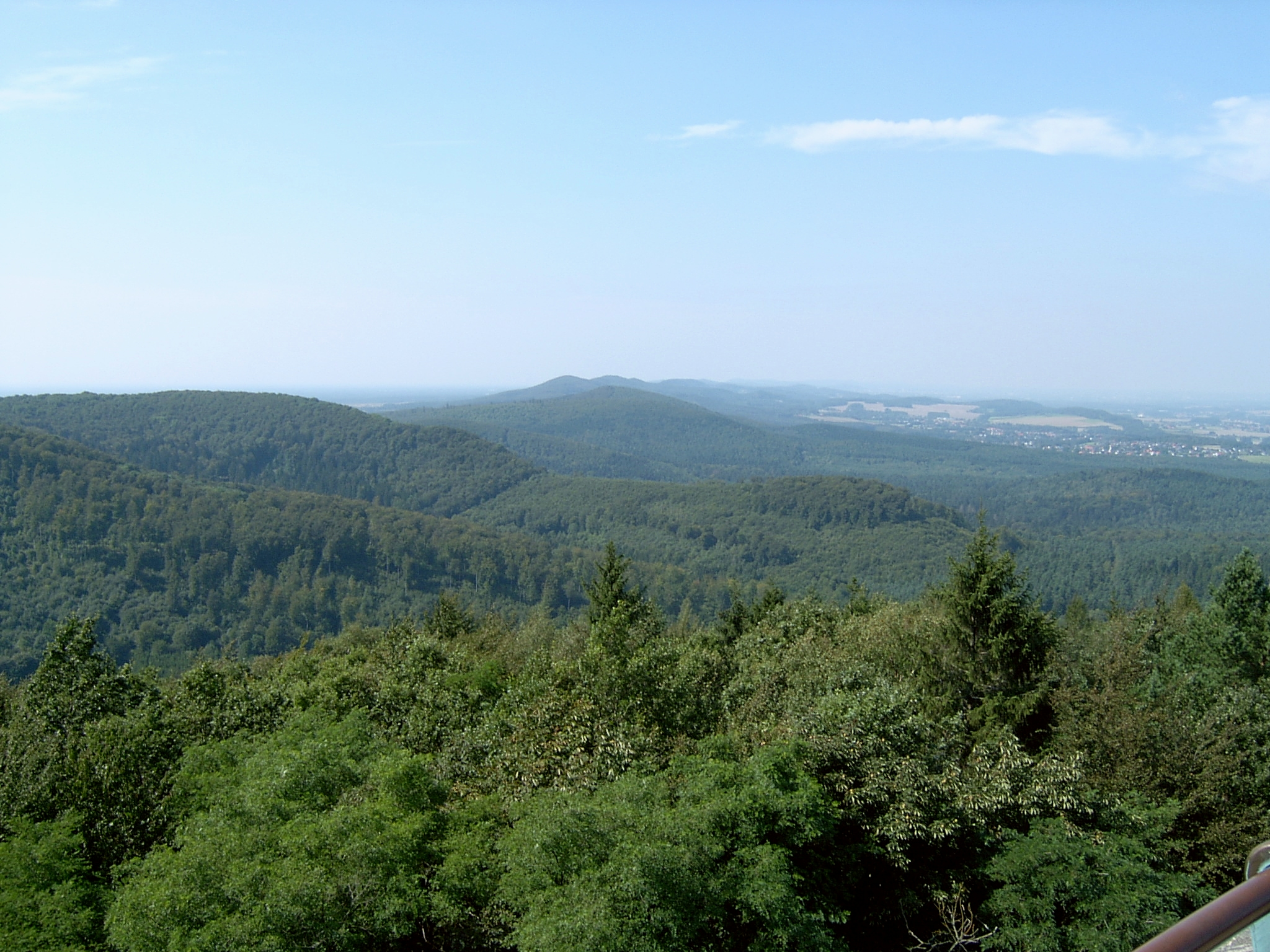
Le immense foreste della Germania si estendevano ininterrottamente tra i fiumi Reno ed Elba

Occupata l'intera Germania settentrionale e centrale fino all'Elba, mancava soltanto la parte meridionale, ovvero la Boemia, per completare l'opera di conquista dell'intera area germanica. Era necessario, pertanto, annettere anche il potente regno dei Marcomanni di Maroboduo.  Tiberio aveva progettato tutto e nel 6 cominciava questa campagna che si riteneva sarebbe stata l'ultima.
Con una manovra "a tenaglia", Senzio Saturnino avrebbe dovuto muoversi da Moguntiacum (o dalla fortezza legionaria di Marktbreit, posizionata lungo il fiume Meno) con 2-3 legioni (si trattava forse delle legioni XVII, XVIII e XIX o XVI Gallica) che dovevano congiungersi all'esercito di Rezia (formato probabilmente dalla I Germanica e dalla V Alaudae).
Tiberio procedeva, invece, dal fronte sud-orientale, da Carnuntum sul Danubio, con altre 4-5 legioni (VIII Augusta dalla Pannonia, XV Apollinaris e XX Valeria Victrix dall'Illirico, XXI Rapax dalla Rezia, XIII Gemina, XIIII Gemina e dalla Germania Superior e un'unità sconosciuta), e doveva inoltrarsi prima in Moravia accompagnato anche dalla flotta (dove sono state trovate tracce di un accampamento legionario a Mušov) e poi nel cuore della Boemia, il centro del potere di Maroboduo. A cinque giorni prima di riunirsi, gli eserciti furono fermati dallo scoppio della rivolta in Pannonia e Dalmazia.

### Quintilio Varo e Arminio (7-9)
Tutti i territori conquistati in questo ventennio furono compromessi quando nel 7 Augusto inviò in Germania Publio Quintilio Varo, sprovvisto di doti diplomatiche e militari, oltreché ignaro delle genti e dei luoghi.
Nel 9 un esercito di 20 000 uomini composto da tre legioni (la XVII, la XVIII e la XIX), reparti ausiliari (3 ali di cavalleria e 6 coorti di fanteria) e numerosi civili, venne massacrato nella Battaglia della foresta di Teutoburgo da Arminio, cittadino romano di origini germaniche. Fortuna volle che Maroboduo non si alleasse ad Arminio, e che i Germani riuniti si fermassero dinanzi al Reno, dove erano rimaste solo 2 o 3 legioni a guardia dell'intera provincia di Gallia.
Lo scoramento era talmente grande per la perdita subita che Svetonio, parlando di Augusto riferiva:
(Svetonio, Vite dei Cesari, Augustus, II, 23.)
(Cassio Dione, LVI, 23.1.)
(Cassio Dione, LVI, 23.4.)

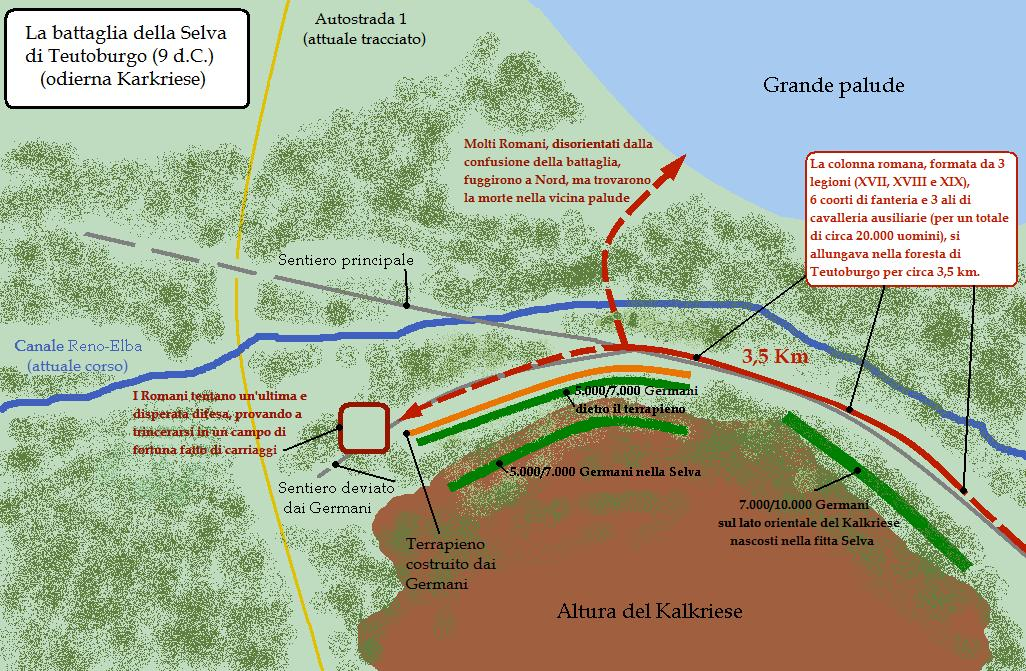
La mappa della battaglia della Selva di Teutoburgo, dove Publio Quintilio Varo fu annientato con le sue tre legioni (la XVII, la XVIII e la XIX).

Arminio, infatti, dopo questo grande successo militare, avrebbe voluto passare al contrattacco, alleandosi con l'altro grande sovrano germano Maroboduo, il re dei Marcomanni, come ci racconta Velleio Patercolo:
(Velleio Patercolo, II, 119.)
In una situazione tanto drammatica, Augusto fu costretto anche ad arruolare liberti, come ci racconta lo stesso Svetonio:
(Svetonio, Vite dei Cesari, Augustus, 25.)
Fu, infine, una fortuna per Roma che Maroboduo ed i suoi Marcomanni, mantennero fede ai patti stipulati con Tiberio tre anni prima (nel 6). E questo gesto costò caro al sovrano marcomanno. Pochi anni più tardi (nel 18), Arminio, raccolta attorno a sé un'enorme confederazione di genti germane, lo sfidò e riuscì a sconfiggerlo in uno scontro campale. Tiberio ricordando quanto Maroboduo gli fosse rimasto fedele nel momento del bisogno, evitando che la disfatta di Teutoburgo si trasformasse in una nuova ed ancor più devastante invasione germanica (come quella avvenuta un secolo prima da parte di Cimbri e Teutoni, nel 113-101 a.C.), gli diede asilo politico, una volta caduto in disgrazia presso la sua gente, all'interno dei confini imperiali (a Ravenna).

## Conseguenze

### Reazioni immediate (dal 10/11 al 16 d.C.)
| Tiberio: Sesterzio d'oricalco                                                                                    | Tiberio: Sesterzio d'oricalco |
| --- | --- |
| | |
| TI CAESAR AVGVSTI F(ilii) IMPERATOR VII, testa laureata di Tiberio verso destra;                                 | ROM ET AVG, altare delle tre Gallie a Lugdunum, decorato con una corona civica tra allori, fiancheggiato da nude figure maschili; a destra e sinistra, le Vittorie su delle colonne, una di fronte all'altra. |
| 24.95 gr, 12 h; zecca di Lugdunum; coniato nel 13 d.C., dopo una nuova serie di campagne in Germania di Tiberio. | |

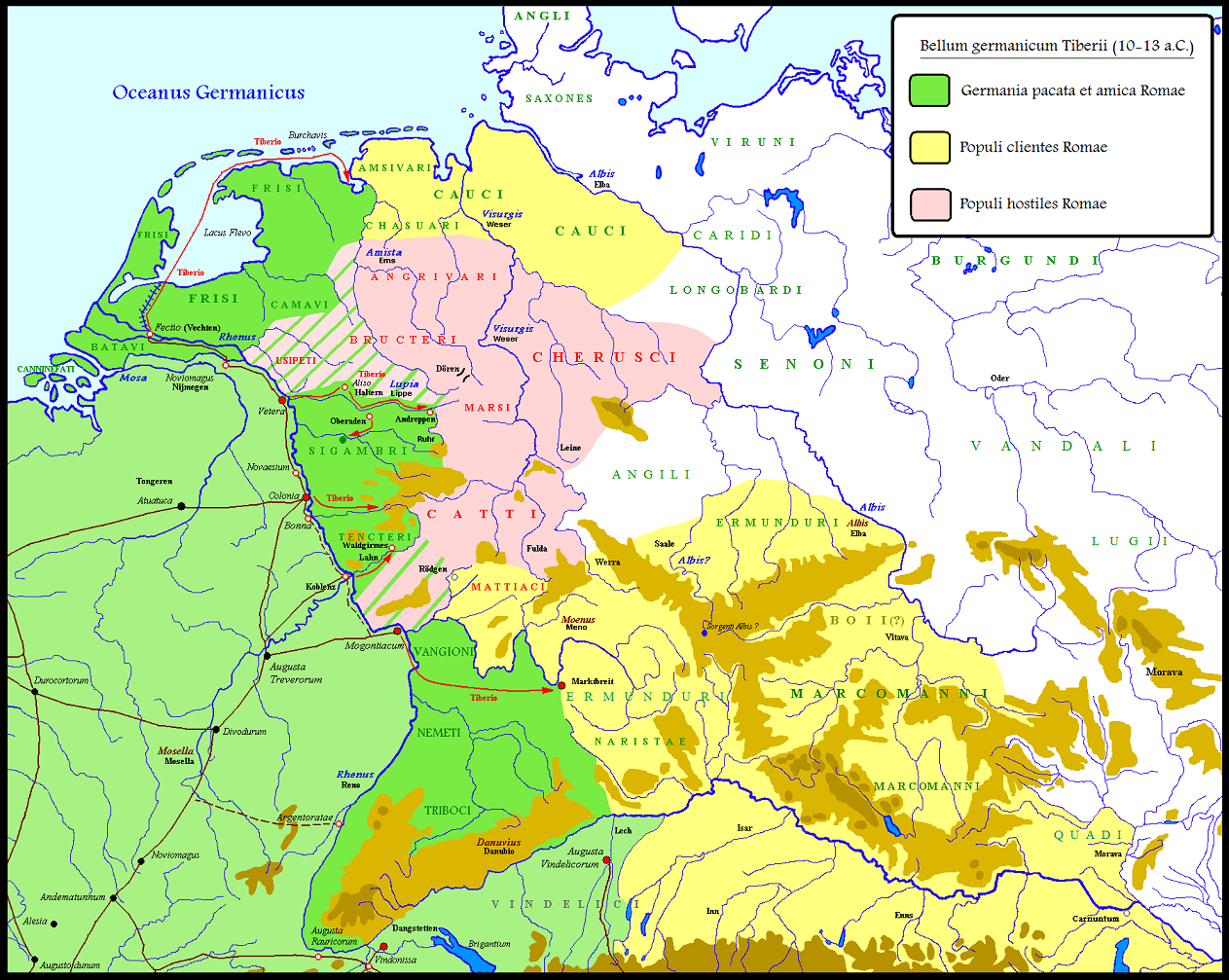
Campagne di Tiberio del 10/11-13 d.C. In rosa la coalizione germanica, anti-romana. In verde scuro, i territori mantenuti sotto il "diretto" controllo romano, in giallo quelli "clienti" (come i Marcomanni di Maroboduo).

Ora era necessaria però una reazione militare immediata e decisa da parte dell'impero romano. Non si doveva permettere al nemico germano di prendere coraggio e di invadere i territori della Gallia e magari dell'Italia stessa, mettendo a rischio non solo una provincia ma la stessa salvezza di Roma.
Tiberio dimostrò, ancora una volta, di essere quel generale geniale qual era. Era riuscito a frenare i propositi, da parte della genti germaniche vittoriose, di una nuova invasione. Negli anni che si susseguirono condusse gli eserciti ancora al di là del Reno per tre nuove campagne militari (dal 10/11 al 13) e non è possibile escludere che parte dei territori della provincia di Germania (acquisiti prima della disfatta di Varo), possa essere stato recuperato dalle armate romane (almeno i territori compresi tra i fiumi Reno e Weser lungo la Lippe, quelli lungo la costa del Mare del Nord e almeno quelli a sud del fiume Meno fino al Danubio):
(Velleio Patercolo, II, 120.1-2.)
(Cassio Dione, LVI, 25.)
(Velleio Patercolo, II, 121.)
Buona parte della zona tra il Reno e l'Elba era andata perduta (non sappiamo in quale misura) e neppure le azioni intraprese da Tiberio negli anni 10/11-13, poterono ripristinare quanto era stato così faticosamente conquistato in 20 anni di campagne militari precedenti. Augusto concesse così al suo erede e miglior generale il meritato trionfo.
| Trionfo di Tiberio del 13/14 | Trionfo di Tiberio del 13/14 | Trionfo di Tiberio del 13/14                                              | Trionfo di Tiberio del 13/14 | Trionfo di Tiberio del 13/14                             | Trionfo di Tiberio del 13/14         | Trionfo di Tiberio del 13/14          |
| Immagine                     | Valore                       | Dritto                                                                    | Rovescio | Datazione                                                | Peso; diametro                       | Catalogazione                         |
| ---------------------------- | ---------------------------- | ------------------------------------------------------------------------- | --- | -------------------------------------------------------- | ------------------------------------ | ------------------------------------- |
|                              | Aureo                        | CAESAR AVGVSTVS DIVI F(filio) Pater Patriae, testa laureata verso destra; | AVG F(ilius) TR POT XV, Tiberio guida una quadriga in trionfo verso destra, tenendo uno scettro con aquila; in esergo TI CAESAR. | 13-14 (trionfo concesso a Tiberio, su Germani e Pannoni) | 7.93 gr, 5 h (zecca di Roma antica); | RIC, I, 221; BMC 511; BN 1685; C 299. |

Vi fu un nuovo tentativo pochi anni più tardi da parte del figlio di Druso, Germanico, volto a vendicare l'onore di Roma negli anni 14-16. Nel 14, mentre era in corso una rivolta delle legioni in Pannonia, anche gli uomini stanziati lungo il confine germanico si ribellarono ai loro comandanti, dando inizio ad un'efferata serie di violenze e massacri. Germanico, allora, che era a capo dell'esercito stanziato in Germania e godeva di grande prestigio, si incaricò di riportare alla calma la situazione, confrontandosi personalmente con i soldati in rivolta. Essi chiedevano, come i loro compagni Pannoni, la riduzione della durata del servizio militare e l'aumento della paga: Germanico decise di concedere loro il congedo dopo venti anni di servizio e di inserire nella riserva tutti i soldati che avevano combattuto per oltre sedici anni, esonerandoli così da ogni obbligo ad eccezione di quello di respingere gli assalti nemici; raddoppiò allo stesso tempo i lasciti a cui, secondo i testamento di Augusto, i militari avevano diritto. Le legioni, che avevano da poco appreso della recente morte di Augusto, arrivarono addirittura a garantire il proprio appoggio al generale se avesse desiderato impadronirsi del potere con la forza, ma egli rifiutò dimostrando allo stesso tempo grande rispetto per il padre adottivo Tiberio e una grande fermezza. La rivolta, che aveva attecchito tra molte delle legioni di stanza in Germania, risultò comunque difficile da reprimere, e si concluse con la strage di molti legionari ribelli.
I provvedimenti presi da Germanico per soddisfare le esigenze delle legioni furono poi ufficializzati in un secondo momento da Tiberio, che assegnò le stesse indennità anche ai legionari pannoni. Fin dall'inizio del suo principato, Tiberio si trovò, pertanto, a dover convivere con l'incredibile prestigio che Germanico, il figlio di suo fratello, Druso maggiore, che egli stesso aveva adottato per ordine di Augusto, andava acquisendo presso tutto il popolo di Roma.
Ripreso il controllo della situazione, Germanico decise di organizzare una spedizione contro le popolazioni germaniche che, venute a conoscenza delle notizie della morte di Augusto e della ribellione delle legioni, avrebbero potuto decidere di lanciare un nuovo attacco contro l'impero. Assegnata, dunque, parte delle legioni al luogotenente Aulo Cecina Severo, attaccò le tribù di Bructeri, Tubanti e Usipeti, sconfiggendole nettamente e compiendo numerose stragi; attaccò, poi, i Marsi, ottenendo nuove vittorie e pacificando così la regione ad ovest del Reno: poté in questo modo progettare per il 15 una spedizione ad est del grande fiume, con la quale avrebbe potuto vendicare Varo e frenare ogni volontà espansionistica dei Germani.

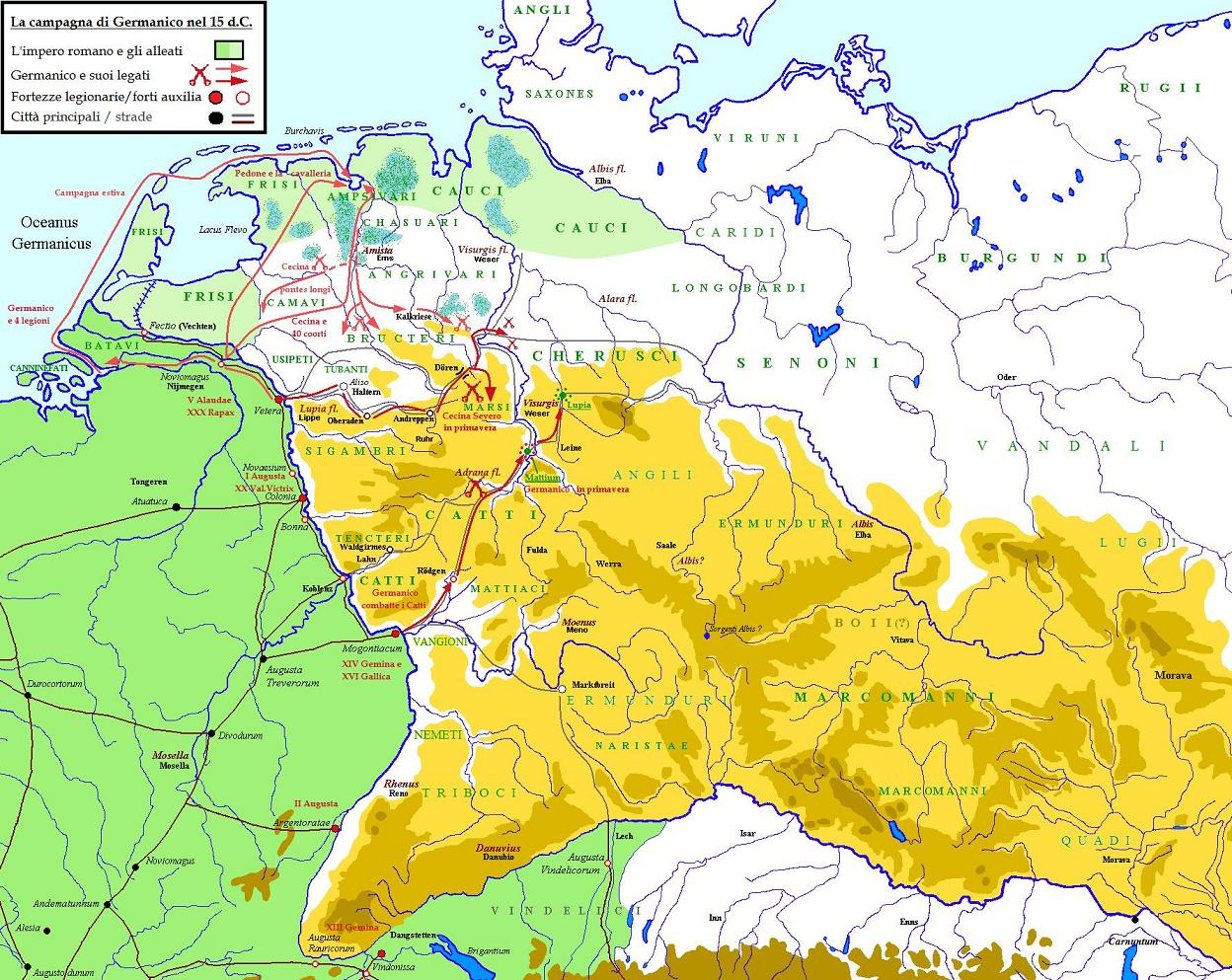
La spedizione del 15 di Germanico in Germania.

Nel 15, dunque, Germanico attraversò il Reno assieme al luogotenente Cecina Severo, che sconfisse nuovamente i Marsi, mentre il generale ottenne una netta vittoria sui Catti. Il principe dei Cherusci Arminio, che aveva sconfitto Varo a Teutoburgo, incitò allora tutte le popolazioni germaniche alla rivolta, invitandole a combattere contro gli invasori romani; si formò, tuttavia, anche un piccolo partito filoromano, guidato dal suocero di Arminio, Segeste, che offrì il proprio aiuto a Germanico. Questi si diresse verso Teutoburgo, dove poté ritrovare una delle aquile legionarie perdute nella battaglia di sei anni prima, e rese gli onori funebri ai caduti le cui ossa erano rimaste insepolte. Decise, poi, di inseguire Arminio per affrontarlo in battaglia; il principe germanico, però, attaccò gli squadroni di cavalleria che Germanico aveva mandato in avanscoperta sicuro di poter cogliere il nemico impreparato, e fu dunque necessario che l'intero esercito legionario intervenisse per evitare una nuova disastrosa sconfitta. Germanico, allora, decise di tornare ad ovest del Reno assieme ai suoi uomini; mentre si trovava sulla strada del ritorno presso i cosiddetti pontes longi, Cecina fu attaccato e sconfitto da Arminio, che lo costrinse a retrocedere all'interno dell'accampamento. I Germani, allora, convinti di poter avere la meglio sulle legioni, assaltarono l'accampamento stesso, ma furono a loro volta duramente sconfitti, e Cecina poté condurre le legioni sane e salve ad ovest del Reno.

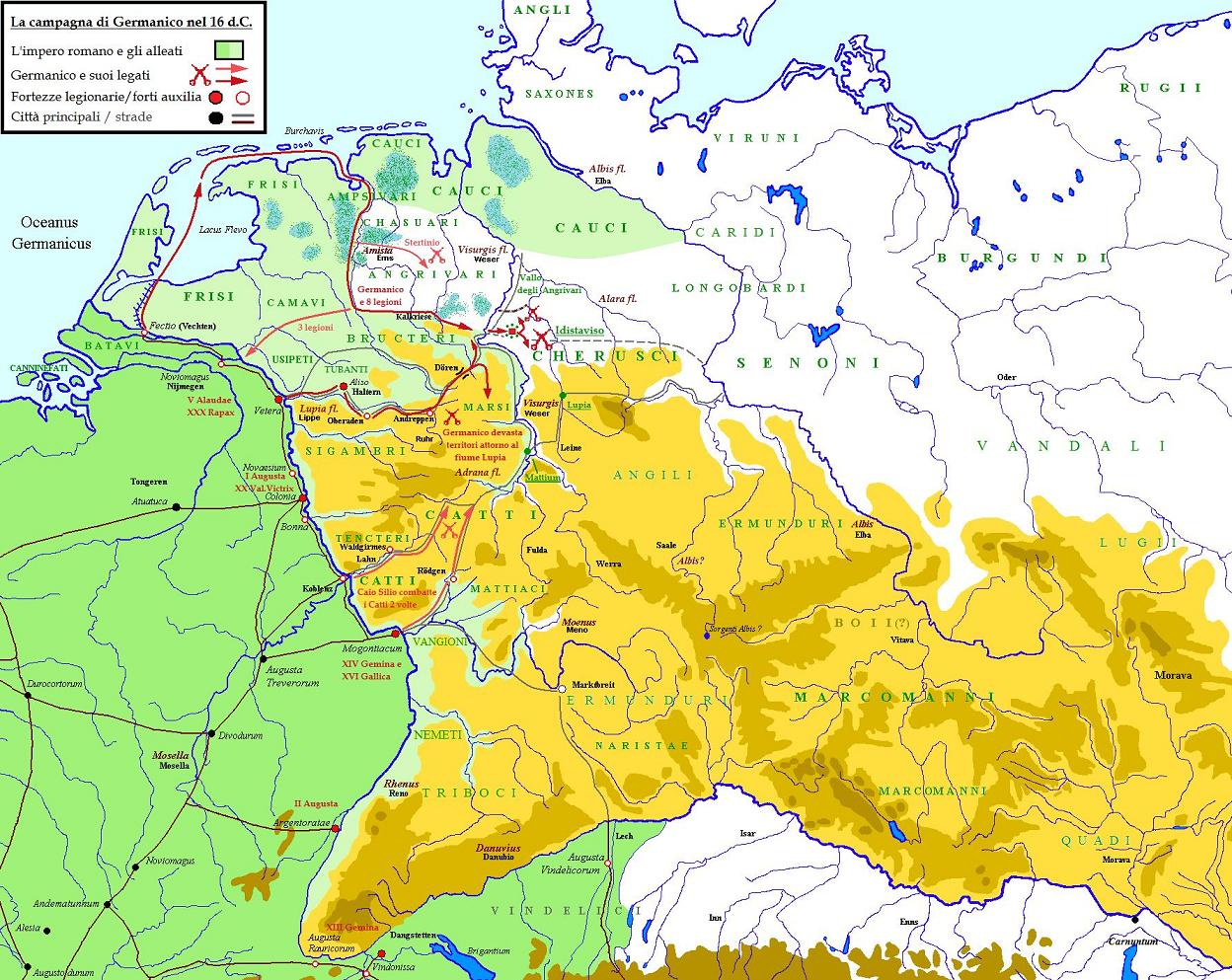
La spedizione del 16 di Germanico in Germania.

Nonostante avesse riportato una sostanziale vittoria, Germanico era cosciente che i Germani erano ancora in grado di riorganizzarsi, e decise, nel 16, di condurre una nuova campagna che avesse l'obiettivo di annientare definitivamente le popolazioni tra il Reno e l'Elba. Per giungere indisturbato nelle terre dei nemici, decise di approntare una flotta che conducesse le legioni fino alla foce del fiume Amisia: in tempi rapidi furono approntate oltre mille navi agili e veloci, in grado di trasportare numerosi uomini ma dotate anche di macchine da guerra per la difesa. Non appena i Romani sbarcarono in Germania, le tribù del luogo, riunite sotto il comando di Arminio, si prepararono a fronteggiare gli invasori e si riunirono a battaglia presso Idistaviso; gli uomini di Germanico, ben più preparati dei loro nemici, fronteggiarono allora i Germani, e riportarono una schiacciante vittoria. Arminio e i suoi si ritirarono presso il Vallo Angirvariano, ma subirono un'altra durissima sconfitta da parte dei legionari romani: le genti che abitavano tra il Reno e l'Elba erano così state debellate. Germanico ricondusse dunque i suoi in Gallia, ma, sulla strada del ritorno, la flotta romana fu dispersa da una tempesta e costretta a subire notevoli perdite; l'inconveniente occorso ai Romani diede nuovamente ai Germani la speranza di poter ribaltare le sorti della guerra, ma i luogotenenti di Germanico poterono facilmente avere la meglio sui loro nemici.
Tiberio, malgrado le aspettative del giovane generale, ritenne opportuno rinunciare a nuovi piani di conquista di quei territori. Del resto il nipote, Germanico, non aveva raggiunto gli obbiettivi militari auspicati, non essendo riuscito a battere in maniera risolutiva Arminio e la coalizione germanica da lui guidata. Il suo luogotenente, Aulo Cecina Severo per poco non cadeva in un'imboscata con 3-4 legioni, scampando a mala pena ad un nuovo e forse peggiore disastro di quello occorso a Publio Quintilio Varo nella foresta di Teutoburgo. Ma soprattutto la Germania, terra selvaggia e primitiva, era un territorio inospitale, ricoperto da paludi e foreste, con limitate risorse naturali (a quel tempo conosciute) e, quindi, non particolarmente appetibile da un punto di vista economico. Onde evitare di scontrarsi con il nipote ed erede al trono, gli concesse il trionfo il 26 maggio del 17, gli affidò il nuovo comando speciale in Oriente. Strabone racconta che sfilarono in trionfo anche numerosi prigionieri tratti dalla tribù germaniche battute nel corso della campagna militare, dei Cauci, Campsani, Bructeri, Usipeti, Cherusci, Catti, Cattuari, Landi, Tubantii.
| Trionfo concesso a Germanico nel 17 | Trionfo concesso a Germanico nel 17 | Trionfo concesso a Germanico nel 17                                                                                                 | Trionfo concesso a Germanico nel 17                                                                  | Trionfo concesso a Germanico nel 17                                                                               | Trionfo concesso a Germanico nel 17          | Trionfo concesso a Germanico nel 17 |
| Immagine                            | Valore                              | Dritto | Rovescio                                                                                             | Datazione | Peso; diametro                               | Catalogazione                       |
| ----------------------------------- | ----------------------------------- | --- | --- | --- | -------------------------------------------- | ----------------------------------- |
|                                     | Æ dupondio                          | GERMANICVS CAESAR, Caligola celebra il padre Germanico posto su una quadriga verso destra, con i pannelli decorati con la Vittoria; | SIGNIS RECEPT DEVICTIS GERMAN, Germanico in piedi verso sinistra, solleva le armi e tiene un'Aquila. | 37/41 (Caligola celebra le vittorie ed il trionfo del padre Germanico sui Germani (avvenuto il 17 maggio del 17); | 29 mm, 16.10 gr, 8 h (zecca di Roma antica); | RIC, Caligula, I 57.                |

### Impatto sulla storia europea e mediterranea

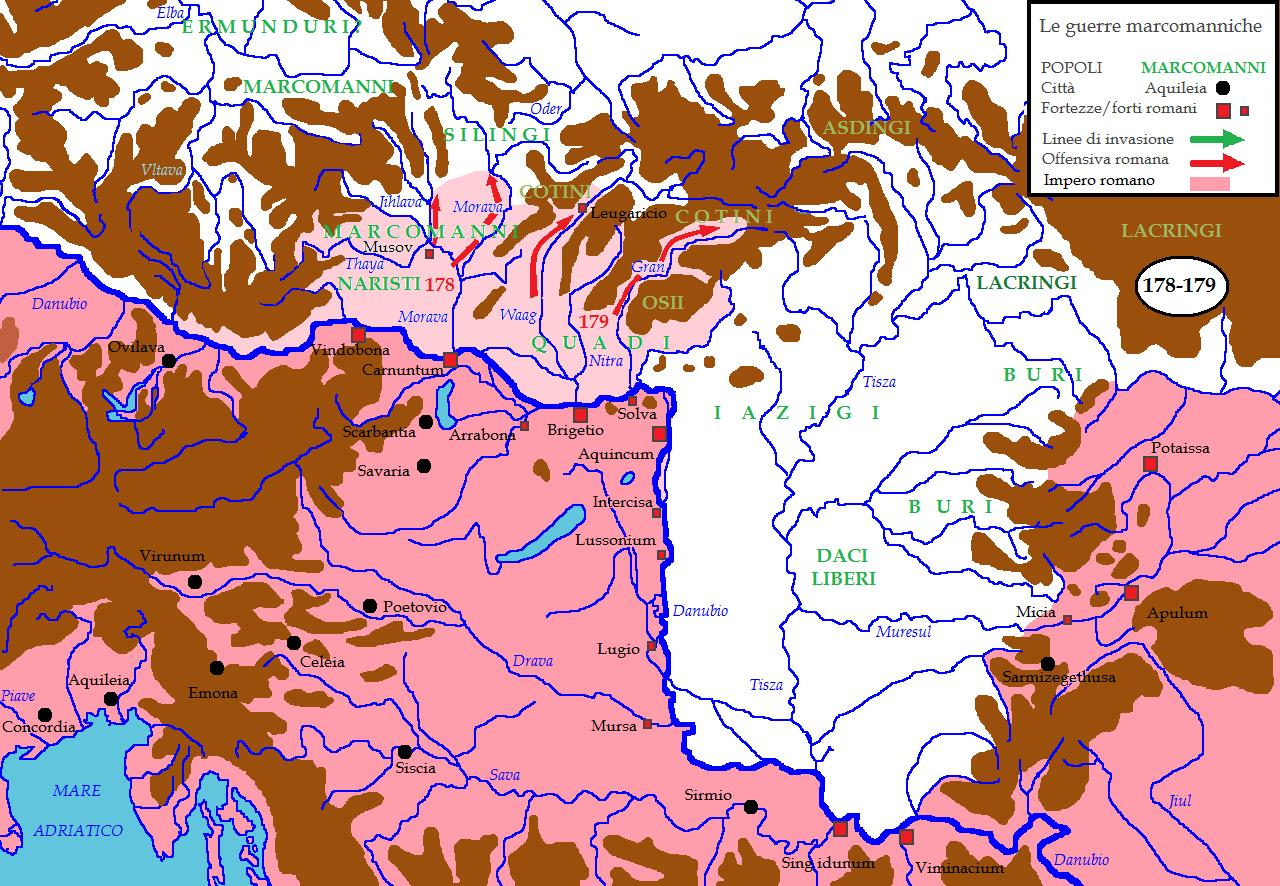
La Marcomannia a nord del Danubio, nell'attuale Moravia e Slovacchia occidentale.

Tiberio decise, pertanto, di sospendere ogni attività militare oltre il Reno, lasciando che fossero le stesse popolazioni germaniche a sbrigarsela, combattendosi tra loro. Egli strinse solo alleanze con alcuni popoli contro altri, in modo da mantenerli sempre in guerra tra di loro. Egli almeno aveva ottenuto l'obiettivo di evitare di dover intervenire direttamente, con grande rischio di nuovi ed ingenti disastri per i suoi generali come quello di Varo, oltre al fatto di dover impiegare ingenti risorse militari ed economiche, per mantenere la pace con la possibile sottomissione dell'intera area tra Reno ed Elba. Il confine naturale sarebbe tornato definitivamente al fiume Reno, e nessun altro imperatore avrebbe tentato una nuova impresa tanto difficile e dispendiosa, come aveva provato Augusto durante questo ventennio.
Un nuovo e possibile tentativo di invadere la Germania vi fu anche durante il principato di Claudio, fratello di Germanico, quando l'avanzata (nel 47) di uno dei suoi più abili ed esperti generale, Gneo Domizio Corbulone, fu fermata sul nascere, dopo i primi successi avvenuti contro le popolazioni di Frisi e Cauci. Fu solo sotto Domiziano che furono acquisiti nuovi territori, tra le alte valli di Reno e Danubio, a seguito delle campagne condotte dai suoi generali negli anni 83-85 (i cosiddetti Agri decumates). Ma erano solo una piccola parte dei territori che Augusto avrebbe voluto acquisire all'impero romano. Più tardi un ultimo tentativo di occupazione della Germania Magna (questa volta nella sua parte meridionale) fu portata a termine da Marco Aurelio, ma poco dopo il progetto iniziale venne abbandonato dal figlio Commodo. E così fino alla venuta di Carlo Magno 800 anni dopo, queste terre sarebbero rimaste libere da ogni potere centrale.

## Archeologia della conquista romana
A partire dal 15 a.C. furono costruite le principali basi legionarie lungo la sponda sinistra del fiume Reno in vista delle prime campagne di Druso, con metodica programmazione da parte di Tiberio, che aveva accompagnato il princeps, Augusto, nel suo viaggio in Gallia: a Castra Vetera di fronte alla valle della Lippe ed a Mogontiacum di fronte alla valle del Meno. Altre basi legionarie/ausiliarie di cui le testimonianze archeologiche sembrano confermare identico periodo, furono poste a Novaesium, Noviomagus Batavorum, Dangstetten ed Bonna. Con l'inizio della penetrazione romana in territorio germanico furono costruite nuove basi militari: una prima a Oberaden nell'11 a.C., lungo la strada che da Vetera costeggia il fiume Lippe ed una seconda a Rödgen nel Wetterau a partire dall'11/10 a.C., lungo la strada che da Mogontiacum costeggia il fiume Meno.
Gli anni successivi videro l'apertura di altri accampamenti legionari, ausiliari e di approvvigionamento semi-permanenti ad Haltern (l'antica Aliso), Anreppen, Holsterhausen e Beckinghausen lungo il fiume Lippe; a Marktbreit, Dorlar, Waldgirmes e Hedemünden lungo i fiumi Meno, Lahn e nella zona dei monti del Taunus; ad Argentoratae, Colonia Agrippina ed Augusta Rauricorum lungo il Reno.
Altra testimonianza, in questo caso della fine dell'occupazione romana, risulta dalla battaglia che si combatté nella foresta di Teutoburgo, dove persero la vita ben ventimila soldati e civili romani. Il sito della battaglia individuato solo recentemente (un ventennio fa), si trova presso Kalkriese. Qui sono venuti alla luce una moltitudine di oggetti di quel terribile massacro.
Il materiale archeologico trovato sull'area della battaglia (su una superficie complessiva di 5 per 6 km), era di oltre 4 000 oggetti di epoca romana:
- 3 100 pezzi militari come parti di spade, pugnali, punte di lance e frecce, proiettili utilizzati dalle fionde delle truppe ausiliarie romane, dardi per catapulte, parti di elmi, parti di scudi, una maschera di ferro ricoperta d'argento da parata, chiodi di ferro delle calzature dei legionari, piccozze, falcetti, vestiario, bardature di cavalli e muli, strumenti chirurgici;
- un limitato numero di oggetti femminili come forcine, spille e fermagli a testimonianza della presenza delle stesse tra le file dell'esercito romano in marcia;
- 1 200 monete, coniate tutte prima del 14 d.C.;
- numerosi frammenti ossei di uomini ed animali (muli e cavalli);
- ed un terrapieno lungo 600 metri e largo 4,5 metri, che si estendeva alla base della colline di Kalkriese in direzione est-ovest, dove i Germani si appostarono aspettando le legioni, dal quale sferrarono il primo attacco, nel punto più stretto tra la collina e la Grande palude (ridotta in seguito ad una depressione).[86]